# Nautiluz
Nautiluz är ett peruanskt power metal-band grundat i Lima år 2009. Ett år efter att bandet grundades släppte de en EP på tre låtar döpta till "Chasing The Light", två av låtarna på denna EP är egna och den tredje är en cover på "Black Diamond" med Stratovarius. Efter några ändringar inom bandmedlemmarna släppte bandet år 2013 sin första LP "Leaving All Behind" efter att ha skrivit kontrakt med skivbolaget "Total Steel Records". Denna LP släpptes även i Japan och fick för övrigt ett bra mottagande i och utanför Peru.

## Medlemmar

### Nuvarande
- Renzo Huánuco - Keyboard (2009 -)
- Diego Chacaliaza - Gitarr (2009 -)
- Alonso Rodríguez - Gitarr (2009 -)
- Alvaro Paredes - Trummor (2009 -)
- José "Pepe" Gazzo - Bas (2013 -)
- Sebastián Flores - Sång (2012 -)

### Tidigare medlemmar
- Diego Shiguemura - Bas (2009 - 2010)
- Jorge "Chilalo" Segersbol - Sång (2009 - 2011)
- Jorge Higginson - Bas (2010 - 2013)

## Diskografi

### Chasing The Light (EP), 2010
1. Beyond the Universe (Instrumental).
2. Chasing the Light.
3. Black Diamond (Stratovarius Cover).

### Leaving All Behind (LP), 2013
1. Somniac Lifeline
2. Under the Moonlight
3. Burning Hearts
4. The Mirror
5. Redemption
6. Unwritten Serenade
7. Eden's Lair
8. The Bard (Antarabhava)
9. Chasing the Light
10. Scent of Lust
11. Leaving all Behind